# جين براون (عالم كيمياء حيوية)
جين براون (بالإنجليزية: Gene Brown) هو عالم كيمياء حيوية أمريكي، ولد في 1926 في Pioneer, Missouri ‏ في الولايات المتحدة، وتوفي في 4 أغسطس 2017.